# ちんぴら渡世
『ちんぴら渡世』（ちんぴらとせい）は、日本の小説家、安部譲二による短編小説集。昭和62年（1987年）2月26日号から11月13日号にわたって週刊小説に掲載され、1988年に実業之日本社により刊行された。

## 概要
昭和25年から昭和29年までの東京を舞台にした悪漢小説である。

## 登場人物
水田 順治（みずた　じゅんじ）
昭和12年東京五反田生まれ。身長5尺8寸。体重28貫。クロサイかバッファローといった迫力とパワーに溢れた身体をしている。14歳で修行を始め、16歳で正式な組員となる。
土田　英子（つちだ　えいこ）
水田の小学生時代のガールフレンド。勝気で陽気な娘。
五十嵐　省三（いがらし　しょうぞう）
水田の小学校時代の同級生。
阿部錦三
渋谷を縄張りとする斎藤組の幹部。水田の兄貴分。